# 荒木修
荒木 修（あらき おさむ、1920年（大正9年）1月2日 - 2002年（平成14年）12月13日）は、昭和から平成時代の政治家。教育者。熊本県菊池市長。

## 経歴
菊池市出身。1944年（昭和19年）京都帝国大学法学部卒業。
1945年（昭和20年）9月、隈府女子技芸学校（隈府女子専門学校を経て現菊池女子高等学校）校長代理に就任。1963年（昭和38年）7月、学校法人菊池女子学園、菊池女子高等学校を設立し、理事長兼校長に就任した。ほか、熊本県私立学校審議会長を歴任した。
1989年（平成元年）菊池市長に当選し、1期務めた。

## 栄典
位階
- 2002年（平成14年）12月 - 従五位[3]

勲章等
- 1985年（昭和60年）11月 - 藍綬褒章[3]